# Medin Zhega
Medin Zhega (Scutari, 31 gennaio 1946 – 12 giugno 2012) è stato un allenatore di calcio e calciatore albanese, di ruolo attaccante.

## Carriera

### Nazionale
Ha collezionato 9 presenze e 2 gol con la nazionale albanese.

## Palmarès

### Giocatore

#### Club
- Campionato albanese: 5

Vllaznia: 1971-1972, 1973-1974, 1977-1978
Dinamo Tirana: 1966-1967, 1975-1976
- Coppa d'Albania: 1

Vllaznia: 1971-1972

#### Individuale
- Capocannoniere del campionato albanese: 1

1966-1967 (19 reti)

### Allenatore
- Coppa d'Albania: 1

Vllaznia: 1980-1981